# Воробьёв, Алексей Константинович
Алексей Константинович Воробьёв (6 февраля 1888, Антонково, Вятская губерния — 20 августа 1937, Бутовский полигон, Московская область) — протоиерей, святой Русской православной церкви, причислен к лику святых как священномученик в 2000 году.

## Биография
Родился в деревне Антонково (ныне — Уржумского района Кировской области).
- 1905—1908 Канонарх, гостинник в Казанского Иоанно-Предтеченского монастыря; послушник Седмиезерной пустыни (Казанская губерния).
- 1911—1914 Рядовой пехотного полка имени Петра Великого (Калуга)

В Первую мировую войну служил ездовым в 24-й пехотной (обозной) дивизии. После октябрьского переворота 1917 года служил в дивизионном обозе 161-й дивизии. С 1920 года живёт в Москве; посещает пастырские богословские курсы в церкви великомученика Трифона.
- 26 июня 1921 Рукоположён во иерея целибатом.
- 1921—1923 Иерей церкви Преображения Господня (Московская губерния, Клинский уезд, с. Селинское).
- 1924 Благочинный 1 округа Клинского викариатства.

26 сентября 1924 года арестован вместе с о. Алексием Никоновым. В феврале 1925 года осуждён на 2 года концлагеря по приговору Особого Совещания при Коллегии ОГПУ за то, что «без разрешения местной власти устроил в церкви г. Клина собрание верующих, вёл антисоветскую агитацию». В период 1925—1927 в заключении в Соловецком лагере особого назначения.
- 1927—1930 Иерей в одном из сельских приходов Уфимской епархии.
- 1930—1931 Иерей в Воскресенском соборе (Московская обл., г. Павлов Посад).
- 1931 возведён в сан протоиерея.
- 1931—1935 Протоиерей в Воскресенском соборе (Московская обл., г. Павлов Посад).
- С 1935 года Благочинный Павлово-Посадского округа.
- 1935—1936 Протоиерей в Троицкой церкви (Московская обл., Павлово-Посадский район., с. Хотеичи).
- 1936—август 1937 Протоиерей в Вознесенской церкви (Московская обл., Павлово-Посадский район, с. Городок).

## Арест и мученическая кончина
Арестован 8 августа 1937 года. Был обвинён в антисоветской агитации. На допросе виновным себя не признал. Фрагмент допроса:

— Вы признаёте себя виновным в том, что среди верующих и своих сослуживцев по церкви вели систематическую антисоветскую агитацию? (следователь)

— Антисоветскую агитацию я никогда не вёл, виновным себя в этом не признаю. (о. Алексий)
«Особой тройкой» УНКВД по Московской области постановлением от 19 августа 1937 года приговорён к расстрелу по ст. 58 п. 10—11 за «систематическую фашистско-повстанческую агитацию». Расстрелян 20 августа 1937 года на Бутовском полигоне.

## Реабилитация
Реабилитирован 24 июня 1989 года прокурором Московской области.

## Канонизация
Причислен к лику святых новомучеников и исповедников Российских Деянием Юбилейного Архиерейского Собора Русской Православной Церкви, прошедшего 13—16 августа 2000 года в Москве.
День памяти: 7/20 августа и в Соборе святых новомучеников и исповедников Российских.

1 апреля 2015 года по благословению Священного Синода Украинской Православной Церкви (журнал №15) во главе с Блаженнейшим Митрополитом Киевским и всея Украины Онуфрием было установлено празднование  Собора Святых Винницкой земли, куда среди прочих 15 подвижников, жизнь и подвиг которых связаны с Виннитчиной, был причислен и Священномученик Алексий (Воробьёв), пресвитер (+ 1937).

Дата празднования Собора Винницких Святых – 14 сентября (по новому стилю) в день начала индикта (церковного новолетия).

В Свято-Троицком Соборе города Уржума написана икона в честь святого. Ежегодно совершается торжественное Богослужение и Спасов крестный ход 21 августа на место его рождения.
На его родине в г. Уржуме Кировской области проходят Свято-Алексиевские дни: Крестный ход на место его рождения (там установлен поклонный Крест), краеведческие чтения, фестиваль православной культуры.